# Співдружність португаломовних країн
Співдружність португаломовних країн (порт. Comunidade dos Países de Língua Portuguesa, вимова МФА: [kumuni'dad(ɨ) duʃ pɐ'izɨʃ dɨ 'lĩgwɐ puɾtu'gezɐ] (ЄП), МФА: [komuni'dadʒi dus pa'izis dʒi 'lĩgwa poxtu'geza] (БП), скорочено CPLP) — міжнародна організація, створена 17 липня 1996 року, яка об'єднує країни, у яких португальська мова є офіційною державною мовою.

## Заснування та країни члени
Співдружність було офіційно засновано в 1996 році сімома країнами: Португалія, Бразилія, Ангола, Мозамбік, Кабо-Верде, Гвінея-Бісау і Сан-Томе і Принсіпі. Східний Тимор приєднався до співдружності у 2002 році після відновлення незалежності від Індонезії.
Усі члени Співдружності — Бразилія, Східний Тимор і 5 африканських країн є колишніми колоніальними володіннями Португалії.

## Україна в CPLP
Португальська газета Diário de Notícias опублікувала статтю з інформацією про те, що Україна подала офіційну заявку на отримання статусу спостерігача в організації «Співдружність португаломовних країн».